# Stephen Morris

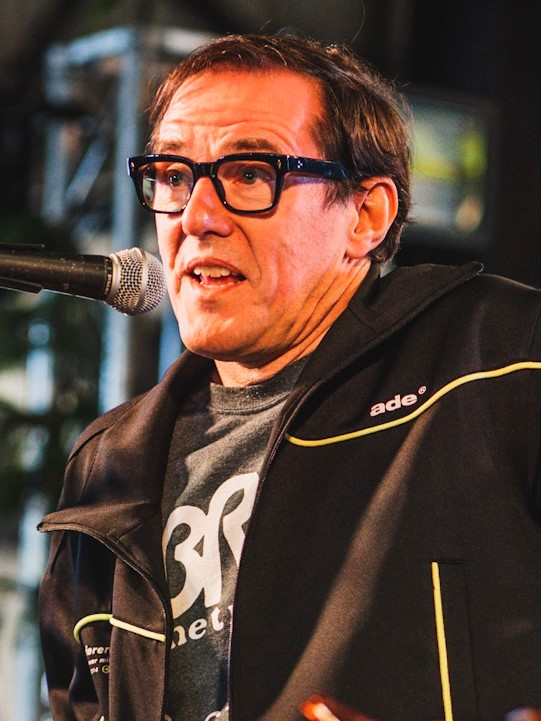
Stephen Morris, 2019

Stephen Paul David Morris (* 28. Oktober 1957 in Macclesfield, Cheshire, England) ist ein britischer Schlagzeuger und Mitglied der Band New Order.
Morris war schon in der Vorgängerband von New Order, Joy Division, als Schlagzeuger tätig und war ein Kandidat für die Nachfolge des Sängers der Band, nachdem der Frontmann von Joy Division, Ian Curtis, sich 1980 selbst getötet hatte. Auf einigen frühen Stücken von New Order (insbesondere Live-Versionen) ist seine Stimme zu hören. Er lebt mit seiner Frau Gillian Gilbert (Keyboarderin bei New Order) in Macclesfield bei Manchester.